# John Emilius Laurie, 6th Baronet
Sir John Emilius Laurie, 6th Baronet, britanski general, * 1892, † 1983.